# Amori di un'attrice
Amori di un'attrice (Loves of an Actress) è un film muto del 1928 diretto da Rowland V. Lee che venne distribuito anche in versione sonorizzata. La versione muta, lunga 2.182,06 metri, aveva le didascalie firmate da Julian Johnson.

## Trama
Rachel, diva della Comédie Française, è di umili natali, figlia di contadini. Ora, però, è una stella delle scene parigine, protetta da alcuni degli uomini più influenti del paese: il barone Hartman, l'uomo più ricco di Francia; il conte Vareski, parente dell'imperatore e Paul Lukas, il più importante editore in Europa. Quando però Rachel si innamora di Raoul Duval, lascia gli amanti per lui. Geloso e vendicativo, Lukas minaccia di pubblicare le lettere d'amore di Rachel a Raoul, provocando così uno scandalo che rovinerebbe la carriera del rivale che sta per essere nominato ambasciatore in Russia. Rachel, per salvare la reputazione dell'uomo che ama, finge di essersi solo divertita con lui, facendo in modo di spingerlo a lasciarla per partire per la Russia. Stanca di quella vita, Rachel muore serenamente.

## Produzione
Il film fu prodotto dalla Paramount Famous Lasky Corporation.

## Distribuzione
Il copyright del film venne registrato il 16 agosto 1928 con il numero LP25544.
Distribuito dalla Paramount Pictures, il film - presentato da Jesse L. Lasky e Adolph Zukor - uscì nelle sale cinematografiche statunitensi il 18 agosto 1928 dopo una prima a New York il 29 luglio 1928.